# Zakk Wylde
Zakk Wylde, född Jeffery Philip Wielandt, 14 januari 1967 i Bayonne, New Jersey, USA, är en amerikansk gitarrist, pianist, sångare och låtskrivare, som är grundare av det amerikanska heavy metal-bandet Black Label Society. Wylde var gitarrist i Ozzy Osbournes band Han var även gitarrist och sångare i Pride & Glory, som släppte ett självbetitlat album 1994. Som soloartist släppte han albumet Book of Shadows 1996. Han var även mycket god vän med den avlidne Dimebag Darrell, avliden gitarrist i Pantera. Under 2024 och 2025 turnerar Wylde med Pantera som gitarrist.  
Zakk medverkar dessutom i filmen Rock Star från 2001, där han spelar gitarristen Ghode i bandet Steel Dragon.

## Diskografi

### Solo
- Book of Shadows (1996)
- Book of Shadows II (2016)

### MedPride & Glory
- Pride & Glory (1994)

### MedOzzy Osbourne
- No Rest For The Wicked (1988)
- Just Say Ozzy (Live) (1990)
- No More Tears (1991)
- Live & Loud (Live) (1993)
- Ozzmosis (1995)
- Down To Earth (2001)
- Live at Budokan (Live) (2002)
- Black Rain (2007)
- Patient Number 9 (2022)

### MedBlack Label Society
- Sonic Brew (1999)
- Stronger Than Death (2000)
- Alcohol Fueled Brewtality +5 (Live) (2001)
- 1919 Eternal (2002)
- The Blessed Hellride (2003)
- Boozed, Broozed & Broken-Boned (Live-DVD) (2003)
- Hangover Music Vol. VI (2004)
- Mafia (2005)
- Kings of Damnation 98–04 (Samlingsalbum) (2005)
- Shot To Hell (2006)
- Skullage (Samlingsalbum) (2009)
- The European Invasion - Doom Troopin' (Live-DVD) (2006)
- Order of the Black (2010)
- Catacombs of the Black Vatican (2014)
- Grimmest Hits (2018)

### MedDerek Sherinian
- Inertia (2001)
- Black Utopia (2003)
- Mythology (2004)
- Blood of the Snake (2006)
- Molecular Heinosity (2009)

### MedMy Darkest Days
- Porn Star Dancing (2010)

### MedZakk Sabbath
- Live in Detroit (live EP) (2016)
- Vertigo (2020)[5]
- Doomed forever, forever doomed (2024)